# Jean Boudehen
Jean Boudehen (Petit-Couronne, 11 gennaio 1939 – Vallon-Pont-d'Arc, 4 settembre 1982) è stato un canoista francese.

## Palmarès
- Giochi olimpici

Tokyo 1964: argento nel C2 1000 metri.